# Bitva u Liège
Bitva u Liège či dobytí Liège (německy Eroberung von Lüttich) představuje úvodní střetnutí první světové války. Tato bitva, která proběhla od 5. do 16. srpna 1914, zahájila první fázi války na západní frontě, během níž německé vojsko vpadlo do Belgie. Před útokem dala německá vláda Belgii ultimátum požadující volný průchod svých jednotek přes belgické území. Francie s Velkou Británií potvrdily, že v případě německé agrese poskytnou neutrální Belgii vojenskou pomoc. Když belgická vláda odmítla přistoupit na ultimátum, vyhlásilo císařství 4. srpna Belgii válku a německá první a druhá armáda vedené generály Alexandrem von Kluckem a Karlem von Bülowem vpadly na belgické území. Německé velení postupovalo dle poupraveného Schlieffenova plánu, který počítal s bleskovým útokem na Francii právě obchvatem přes území neutrální Belgie. V cestě německým silám zde ale stála pevnost Liège. Tento významný železniční uzel bráněný prstencem dvanácti pevností představoval důležité místo belgické obrany hájící přechod přes řeku Mázu. Proti městu vyrazila útočná skupina pod vedením generála Otty von Emmicha.
Němci zaútočili na Liège v noci 5. srpna, avšak pevnosti v okolí města prvnímu útoku odolaly. Prorazit obranu se jednotkám vedeným Erichem Ludendorffem podařilo druhého dne, avšak tyto německé síly, jimž se navíc 7. srpna podařilo zmocnit centra města, zde byly odříznuty až do 10. srpna. Belgičané se nakonec německému náporu neubránili. Po několikadenním bombardování okolních pevností supertěžkými moždíři s ráží 42 cm byly jednotlivé posádky přinuceny kapitulovat. Poslední dvě pevnosti, Hollogne a Flémalle, se vzdaly 16. srpna. Dobytí města a následké obsazení Namuru umožnilo německým vojskům pokračovat v postupu na západ za stahující se belgickou armádou.

## Galerie

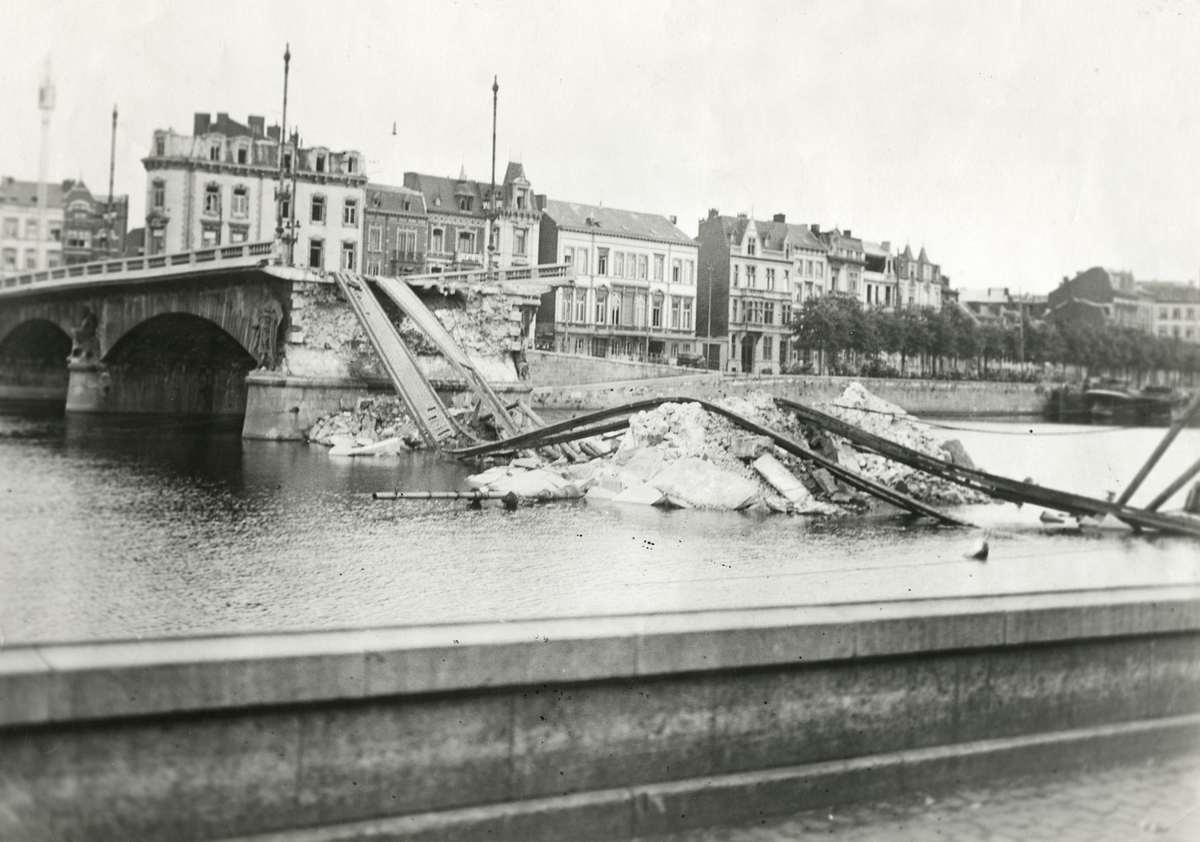
Zničený Léopoldův most v Liège
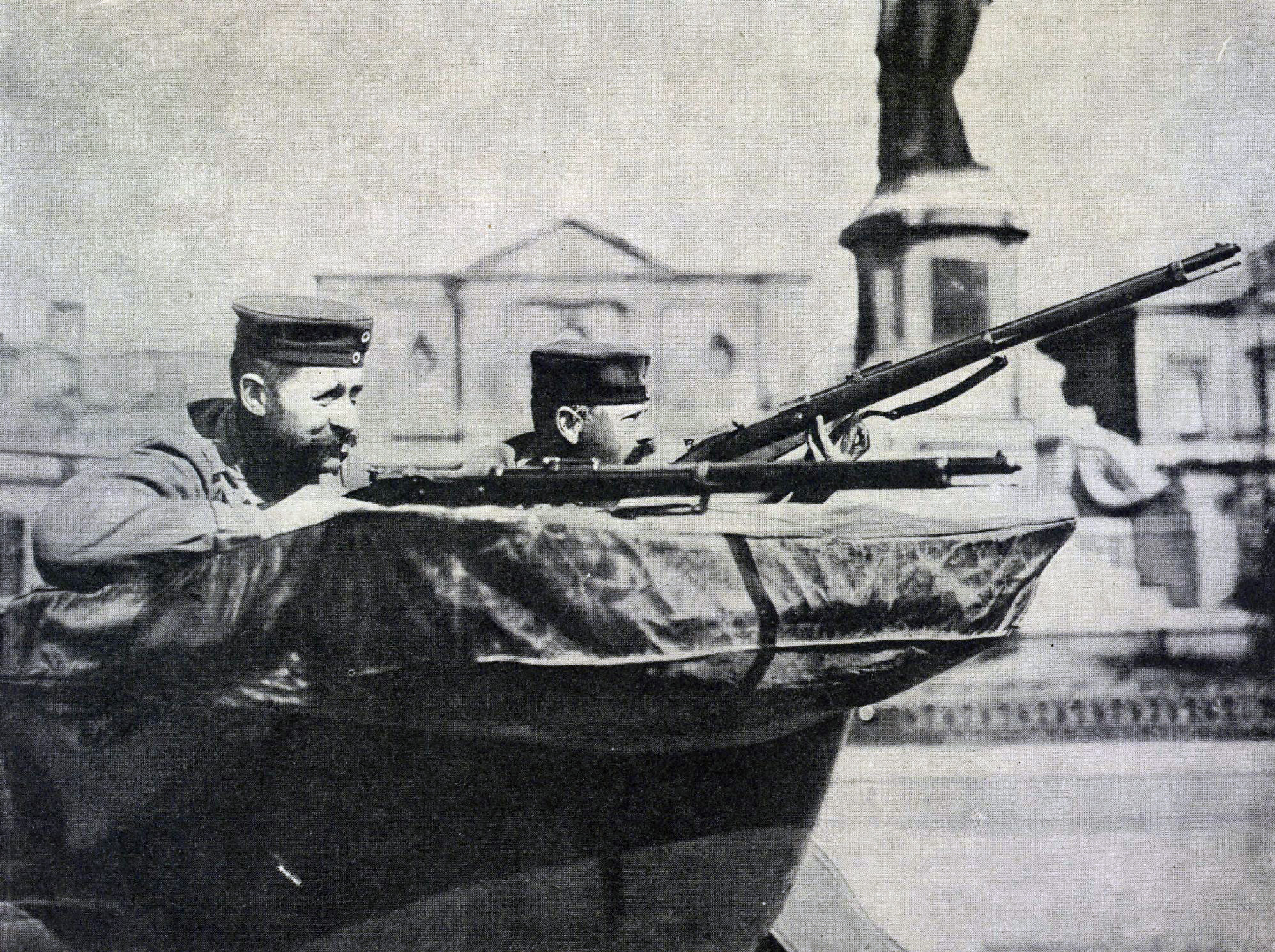
Němečtí vojáci v ulicích Liège
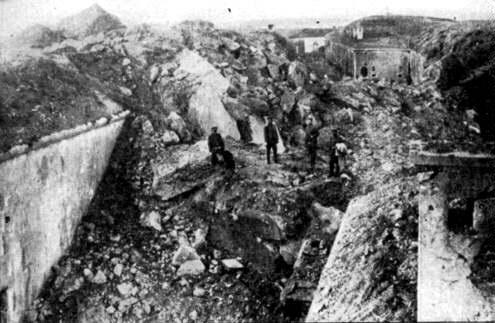
Rozbombardovaná pevnost Loncin
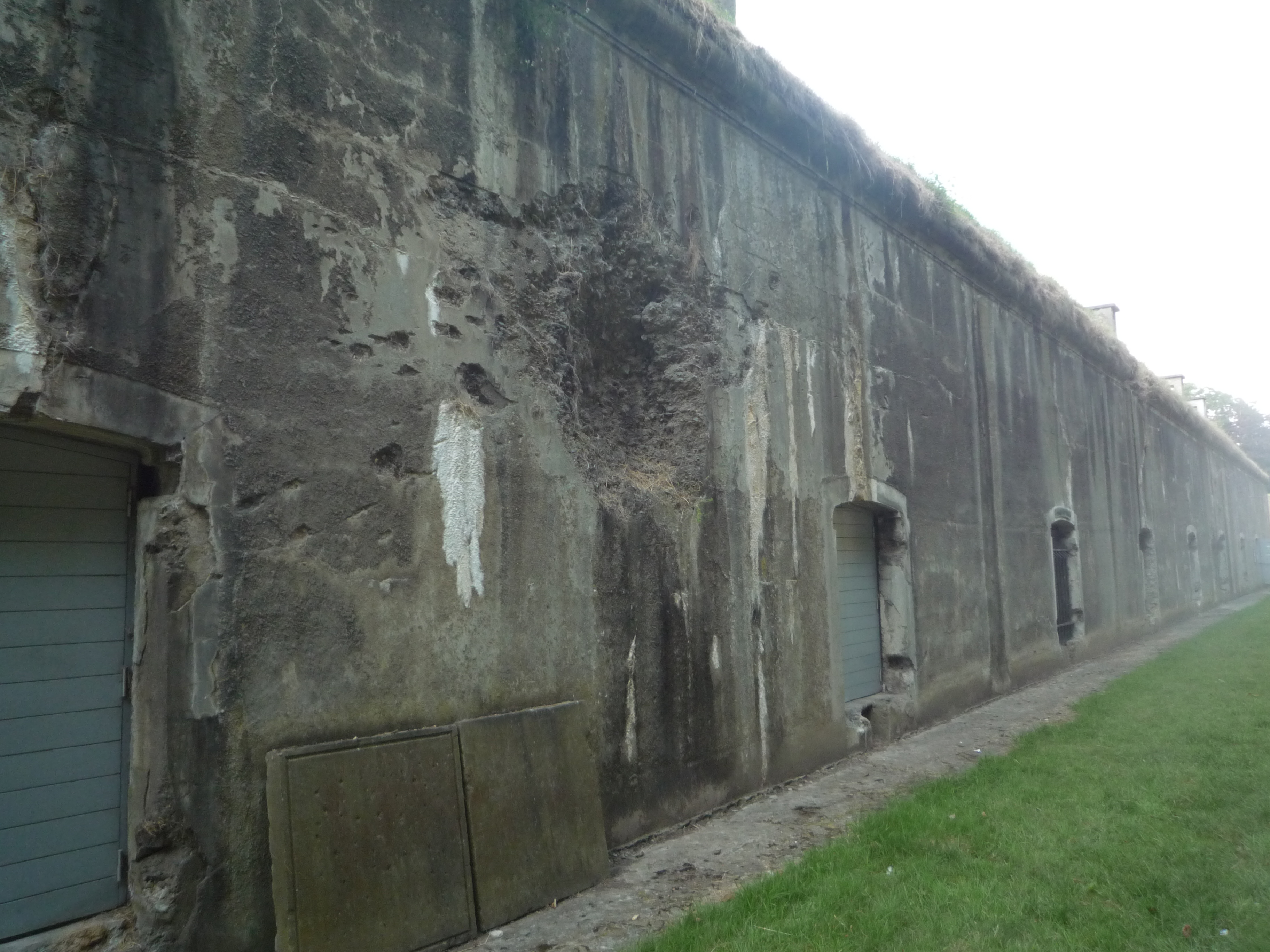
Zasažená zeď pevnosti Loncin
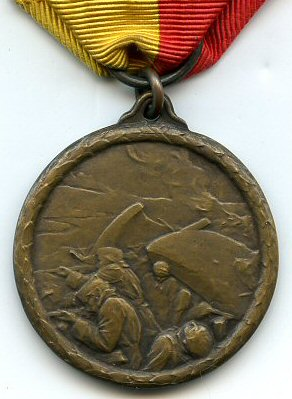
Medaile udělovaná obráncům Liège v roce 1920